# Дебар Маало
Дебар Маало је скопско насеље у оквиру Општине Центар, на десној страни реке Вардар. Дебар Маало се граничи са Центром, Тафталиџе, Карпошом, Зоолошким вртом и Градским парком.

## Историја
Направили су га прогнани Македонци из делова Западне Македоније који су насилно расељени и своје ново место становања назвали по етнографском крају из којег су дошли.
Место где се налазила ова махала било је једно од новијих предграђа Скопља. Пре тога на овом месту су биле баште и њиве. Прве куће подигли су 1920. године браћа Петар и Андреја Митровић и Јован Поповић. Дошли су са Голог Брда, Дебарског краја, краја који је после 1918. године припао суседној Албанији. Поменути Дебарци су се 1919. године населили у Скопљу, где су на територији некадашње дебарске махале куповали плацеве и градили куће. Ово подручје се још увек није сматрало урбаним, већ је припадало подручју села Долно Водно. Тридесетих година 20. века, после економске кризе, становници старог дела Скопља почели су да се досељавају у Дебар Маало. Напуштање старих области у Скопљу било је последица тешког привредног живота. За продато имање у старом граду или како су га звали Старо Скопље, могао се купити нови плац на периферији куће и намирити дугови породице и сл.
Од Железничке колоније и Учитељске школе, до 1920. године, Дебар Маало је раздвајао празан простор у коме су живели досељеници. Дебарци су били познати зидари. Овај занат се преносио с генерације на генерацију. Ретко се ко неки члан зидарске породице бавио другим занатом. Жене у Дебар Маалу, осим што су радиле све женске кућне послове, бавиле су се везом и тако зарађивале.
Дебар Маало је углавном било насељено сиромашним људима, али је било и „много кућа на спрат“, односно кућа богатијих породица. Куће у овом насељу грађене су од тврдог материјала и шперплоче, али како су грађене према економским могућностима сваког насељеника, често су биле бесправне градње и без плана. Унутрашњост кућа Дебар Маала била је полуурбана, а у неким породицама људи су спавали на поду. Имали су намештај који су донели са старог места становања. Намештај су чинили кревети, ормарићи, столови, столице и сл.
Живот у Дебар Маалу је био миран. Дебарци су били способни и вредни, а то се посебно односило на Мијаке. Међусобни односи су били добри, али ипак уз извесну раздвојеност. Мијаци су се дружили са Мијачима, Скопљани са Скопљанима, односно међу њима је било више разумевања него са мештанима досељеним из других крајева.
У Дебарском Маалу је било неколико радњи које су снабдевале становништво. Набројане радње, млекаре, пекаре и др. Служиле су за подмиривање дневних потреба, док су сви остали производи снабдевани са градских пијаца и дућана у чаршији и у граду. Оваквим начином живота становници овог насеља постепено су се прилагођавали градском животу.
Данас је Дебар Маало високо урбанизовано насеље. Због чињенице да се налази у самом центру града, насеље има прилично високе цене некретнина. Дебар Маало је познат по свом боемском животу и данас постоји велики број ресторана.

## Галерија
- Поплава 1962
- Дебар Маало 2012.
- Дебар Маало 2013.
- Споменик посвећен Горану Стефановском (1952-2018). Август 2021.

## У популарној култури
- Поменута у песми „Скопје” групе Леб и сол на албуму Као какао.[2]
- У овом делу Скопља се налази ФК Работнички.